# Max Kaminsky Trophy
Die Max Kaminsky Trophy ist eine Auszeichnung der Ontario Hockey League. Sie wird seit Ende der Saison 1969/70 jährlich an den besten Verteidiger der OHL vergeben. Der Sieger nimmt seit 1988 auch an der Wahl zum CHL Defenceman of the Year teil. Bis 1969 wurde der sportlich fairste Spieler mit der Trophäe ausgezeichnet. Seitdem dient dafür die William Hanley Trophy, die seit der Spielzeit 1974/95 vergeben wird. Zwischen 1970 und 1974 gab es keine Auszeichnung für den fairsten Spieler.
Die Auszeichnung wurde nach Max Kaminsky benannt, der 1960 Cheftrainer der im Memorial Cup siegreichen St. Catharines Teepees war und kurz nach dem Erfolg an den Folgen von Krebs verstarb.

## Gewinner
Erläuterungen: Farblich unterlegte Spieler haben im selben Jahr den CHL Defenceman of the Year Award gewonnen.
| Jahr    | Spieler                  | Team                                     |
| ------- | ------------------------ | ---------------------------------------- |
| 2024/25 | Sam Dickinson            | London Knights                           |
| 2023/24 | Zayne Parekh             | Saginaw Spirit                           |
| 2022/23 | Pawel Mintjukow          | Saginaw Spirit Ottawa 67’s               |
| 2021/22 | Nathan Staios            | Hamilton Bulldogs                        |
| 2020/21 | nicht vergeben           | nicht vergeben                           |
| 2019/20 | Noel Hoefenmayer         | Ottawa 67’s                              |
| 2018/19 | Evan Bouchard            | London Knights                           |
| 2017/18 | Nicolas Hague            | Mississauga Steelheads                   |
| 2016/17 | Darren Raddysh           | Erie Otters                              |
| 2015/16 | Michail Sergatschow      | Windsor Spitfires                        |
| 2014/15 | Anthony DeAngelo         | Sarnia Sting Sault Ste. Marie Greyhounds |
| 2013/14 | Aaron Ekblad             | Barrie Colts                             |
| 2012/13 | Ryan Sproul              | Sault Ste. Marie Greyhounds              |
| 2011/12 | Dougie Hamilton          | Niagara IceDogs                          |
| 2010/11 | Ryan Ellis               | Windsor Spitfires                        |
| 2009/10 | Jake Muzzin              | Sault Ste. Marie Greyhounds              |
| 2008/09 | Ryan Ellis               | Windsor Spitfires                        |
| 2007/08 | Drew Doughty             | Guelph Storm                             |
| 2006/07 | Marc Staal               | Sudbury Wolves                           |
| 2005/06 | Andrej Sekera            | Owen Sound Attack                        |
| 2004/05 | Danny Syvret             | London Knights                           |
| 2003/04 | James Wisniewski         | Plymouth Whalers                         |
| 2002/03 | Brendan Bell             | Ottawa 67’s                              |
| 2001/02 | Erik Reitz               | Barrie Colts                             |
| 2000/01 | Alexei Semjonow          | Sudbury Wolves                           |
| 1999/00 | John Erskine             | London Knights                           |
| 1998/99 | Brian Campbell           | Ottawa 67’s                              |
| 1997/98 | Chris Allen              | Kingston Frontenacs                      |
| 1996/97 | Sean Blanchard           | Ottawa 67’s                              |
| 1995/96 | Bryan Berard             | Detroit Whalers                          |
| 1994/95 | Bryan Berard             | Detroit Junior Red Wings                 |
| 1993/94 | Jamie Rivers             | Sudbury Wolves                           |
| 1992/93 | Chris Pronger            | Peterborough Petes                       |
| 1991/92 | Drake Berehowsky         | North Bay Centennials                    |
| 1990/91 | Chris Snell              | Ottawa 67’s                              |
| 1989/90 | John Slaney              | Cornwall Royals                          |
| 1988/89 | Bryan Fogarty            | Niagara Falls Thunder                    |
| 1987/88 | Darryl Shannon           | Windsor Spitfires                        |
| 1986/87 | Kerry Huffman            | Guelph Platers                           |
| 1985/86 | Jeff Brown Terry Carkner | Sudbury Wolves Peterborough Petes        |
| 1984/85 | Bob Halkidis             | London Knights                           |
| 1983/84 | Brad Shaw                | Ottawa 67’s                              |
| 1982/83 | Al MacInnis              | Kitchener Rangers                        |
| 1981/82 | Ron Meighan              | Niagara Falls Flyers                     |
| 1980/81 | Randy Boyd               | Ottawa 67’s                              |
| 1979/80 | Larry Murphy             | Peterborough Petes                       |
| 1978/79 | Greg Theberge            | Peterborough Petes                       |
| 1977/78 | Brad Marsh Rob Ramage    | London Knights                           |
| 1976/77 | Craig Hartsburg          | Sault Ste. Marie Greyhounds              |
| 1975/76 | Rick Green               | London Knights                           |
| 1974/75 | Mike O’Connell           | Kingston Canadians                       |
| 1973/74 | Jim Turkiewicz           | Peterborough Petes                       |
| 1972/73 | Denis Potvin             | Ottawa 67’s                              |
| 1971/72 | Denis Potvin             | Ottawa 67’s                              |
| 1970/71 | Jocelyn Guèvremont       | Montréal Junior Canadiens                |
| 1969/70 | Ron Plumb                | Peterborough Petes                       |

### Bis 1969
| Jahr    | Spieler          | Team                         |
| ------- | ---------------- | ---------------------------- |
| 1968/69 | Réjean Houle     | Montréal Junior Canadiens    |
| 1967/68 | Tom Webster      | Niagara Falls Flyers         |
| 1966/67 | Mickey Redmond   | Peterborough Petes           |
| 1965/66 | André Lacroix    | Peterborough Petes           |
| 1964/65 | Jimmy Peters     | Hamilton Red Wings           |
| 1963/64 | Fred Stanfield   | St. Catharines Teepees       |
| 1962/63 | Paul Henderson   | Hamilton Red Wings           |
| 1961/62 | Lowell MacDonald | Hamilton Tiger Cubs          |
| 1960/61 | Bruce Draper     | Toronto St. Michael’s Majors |